# Teatro Bellini (Palermo)

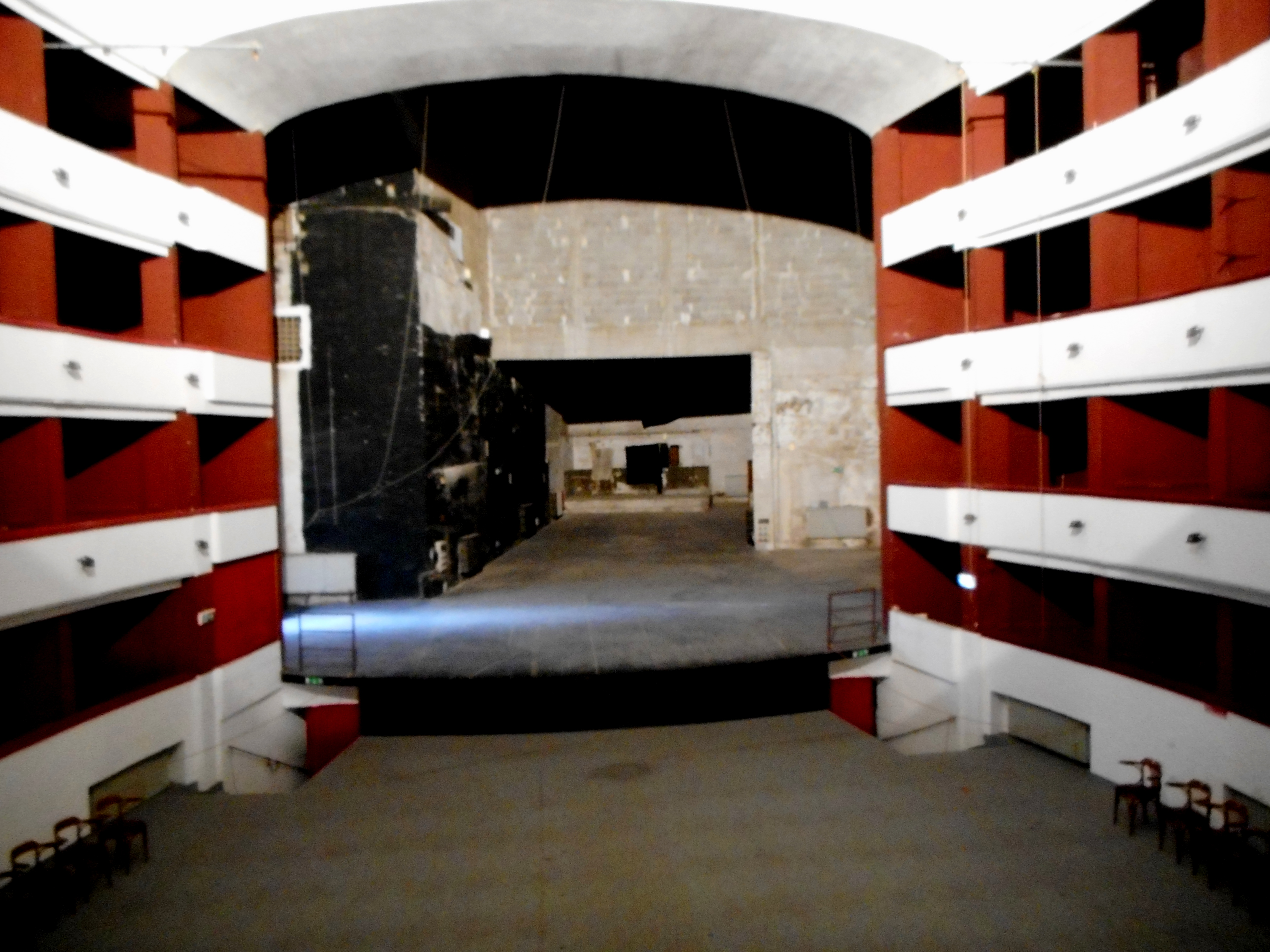
Interno del teatro

Il Real Teatro Bellini o Regio Teatro Carolino è un teatro di Palermo edificato nel 1726.

## Storia
La storia del teatro comincia nel 1676 con il Teatro Travaglino, un teatro popolare che prende il nome di una maschera popolare palermitana.
Successivamente si inaugura un grande teatro all'italiana, il Teatro Santa Lucia prende il nome dei Marchesi Valguarnera di Santa Lucia, proprietari all'epoca. Il teatro, inaugurato nel 1726, fu concepito e realizzato interamente in legno e poteva ospitare 500 spettatori e fu considerato fino alla metà dell'Ottocento il più importante teatro della città. Inizialmente si chiamava teatro “dei Travaglini” o “di Travaglino” (nome di una maschera popolare palermitana).
Quando la corte napoletana si spostò a Palermo, con la rivoluzione del 1799, la regina Maria Carolina d'Asburgo-Lorena ne divenne frequentatrice ed il teatro in suo onore, divenne Real Teatro Carolino.
Subì diverse ristrutturazioni, la prima nel 1808 ad opera di Nicolò Puglia e una successiva nel 1840 nella quale fu ricostruito il fronte dell'edificio ad opera dell'architetto Rosario Torregrossa Palazzotto.
Il 7 gennaio 1826 avviene la prima assoluta di Alahor in Granata di Gaetano Donizetti con Antonio Tamburini.
L’11 febbraio 1843 ebbe luogo la prima assoluto dell’opera “Maria, Regina d’Inghilterra” del compositore di origine catanese Giovanni Pacini.
Nel 1848 il teatro fu intitolato provvisoriamente al celebre compositore catanese Vincenzo Bellini, per diventarlo definitivamente nel 1860.
Dal 1907, il teatro continuò a funzionare per spettacoli di varietà.
Il teatro è anche requisito dall'esercito statunitensi nel 1943 durante l'Operazione Husky e utilizzato come sala cinematografica per i soldati. Ma non solo, già prima dell'evento bellico, negli anni trenta, ed anche successivamente sino ai primi anni sessanta, il teatro fu utilizzato come cinema.
Nel 1964 l'edificio fu danneggiato da un incendio e successivamente recuperato per intervento del Teatro Biondo Stabile di Palermo e grazie alla professionalità  del suo direttore di sala Claudio Grasso che riottiene la licenza dalla questura di Palermo e restituì il teatro la sua originaria funzione nel 1980.
Il 17 aprile 2019 la cooperativa palermitana Terradamare ha aperto il teatro alle visite con la volontà di rilanciare gli spettacoli.